# Джуліо Де Стефано
Джуліо Де Стефано (італ. Giulio De Stefano, 6 травня 1929 — 19 грудня 2023) — італійський яхтсмен.
Бронзовий призер Олімпійських Ігор 1960 року в класі Дракон.